# Шмартинске Цирковце
Шмартинске Цирковце (словен. Šmartinske Cirkovce) је насељено место у општини Велење, Савињска регија, Словенија.

## Историја
До територијалне реорганизације у Словенији било је у саставу старе општине Велење.

## Становништво
У попису становништва из 2011. године, Шмартинске Цирковце је имало 76 становника.
| Број становника према пописима | Број становника према пописима | Број становника према пописима |
| ------------------------------ | ------------------------------ | ------------------------------ |
| 1991                           | 2002                           | 2011                           |
| 63                             | 60                             | 76                             |

Напомена: Године 1982. смањена за део насеља који је спојен са делом издвојеним од насеља Храстовец у ново самостално насеље Шенбриц.